# Leopoldo Pollack
Leopoldo Pollack, o Pollak, o Pollach (Vienna, 1751 – Milano, 13 marzo 1806), è stato un architetto italiano di origini viennesi, attivo soprattutto a Milano e Pavia.

## Biografia

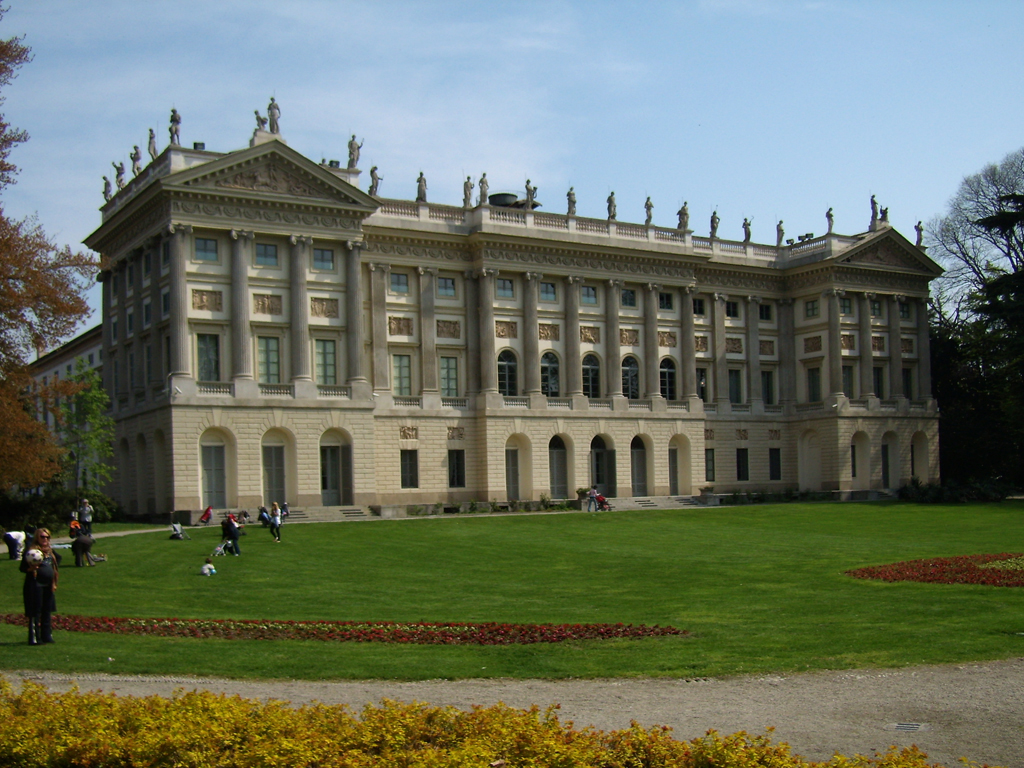
Villa Belgioioso Reale, Milano

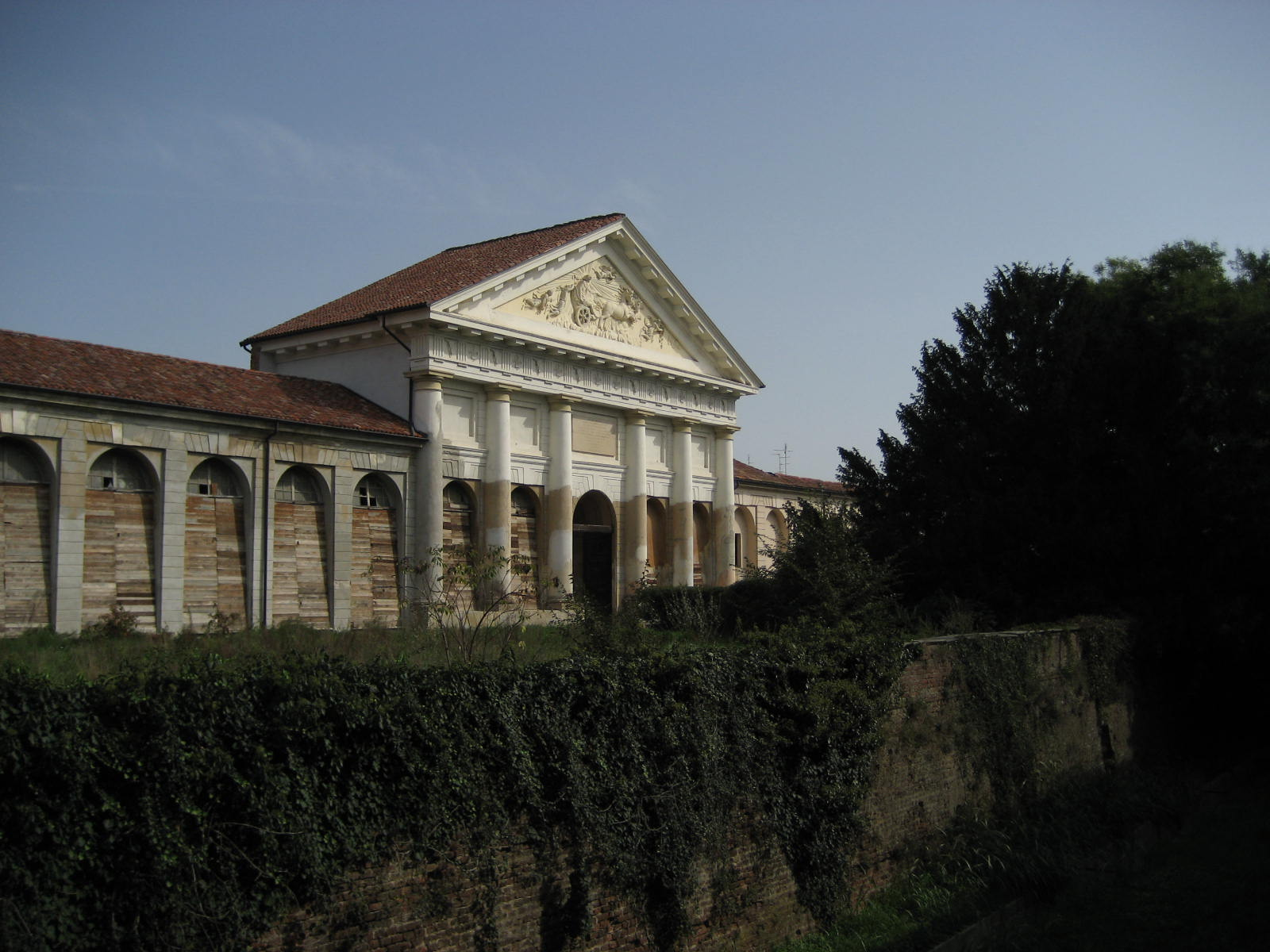
Le serre del castello di Belgioioso, 1792

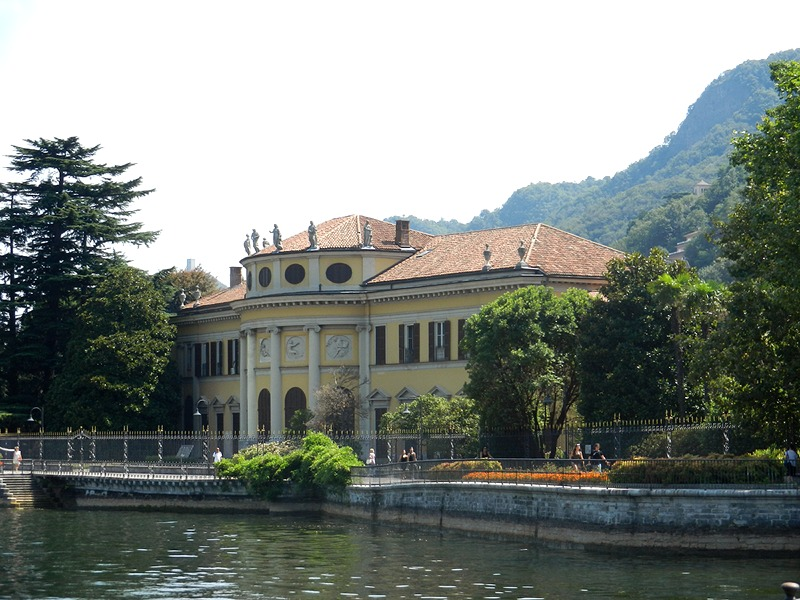
Villa Saporiti - La Rotonda, Como

Formatosi a Vienna sotto la guida del costruttore e capomastro Paul Ulrich Trientl e poi con Vinzenz Fischer presso l'Accademia di belle arti di Vienna arrivò a Milano nel 1775 dove divenne allievo e poi collaboratore di Giuseppe Piermarini.
Già docente di prospettiva all'Accademia di Brera nel 1786 ottenne la cattedra di elementi di architettura civile, dovette dimettersi a causa del suoi legami con la corta austriaca, il suo ruolo fu assunto da Gian Giacomo Albertolli.
Nel 1793 intraprese un viaggio di studio insieme al conte Alessandro Serbelloni durante il quale visita diverse ville nel Lazio delle quali effettua diversi rilievi e i palazzi vaticani.
Dal 1803 fu architetto della Fabbrica del Duomo, il suo progetto di completamento della facciata fu poi realizzato da Carlo Amati.
La sua opera più celebre è la Villa Belgioioso Reale di Milano (post 1790 - ante 1796), oggi sede della Galleria d'Arte Moderna, con evidenti richiami al neopalladianesimo e all'architettura francese, con un basamento rustico, un ordine gigante di colonne e infine numerose statue alla sommità. Essa presenta una parte basamentale con piani scanditi da colonne scanalate ioniche. Di grande rilevanza è l'attenzione all'apparato decorativo, infatti i soggetti delle decorazioni esterne furono consigliati da Parini.
Pollack realizzò anche il giardino all'inglese, uno dei primi in Italia progettato seguendo i canoni del giardino informale che si stavano diffondendo nel paese sullo spunto dallo scritto Le delizie della villa di Pietro Verri  e primo esempio in Italia di giardino all'inglese in ambito urbano.
È opera di Pollack anche il rimaneggiamento del castello di Montecchio a Credaro.
Collaborò con Piermarini al progetto della facciata dell'Università di Pavia. Realizzò il Teatro di Anatomia (1795) intitolato a Antonio Scarpa e il Teatro di Fisica (1797), denominato aula Volta. 
Realizzò numerose ville nel territorio Lombardo-Veneto, tra cui Villa Amalia ad Erba, Villa Antona Traversi a Meda e Villa Casati, poi Casati Stampa di Soncino a Muggiò, la facciata della Basilica di San Vittore a Varese, il Palazzo Mezzabarba a Casatisma (Pavia), Villa Saporiti a Como.
Nei progetti di Villa Casati e villa Saporiti introdusse, primo in Lombardia, i volumi del salone delle feste nel corpo cilindrico aggettante in facciata.
Dal matrimonio con Giustina Coffer nacquero sette figli, tre maschi (Giuseppe, Cesare e Lodovico) e quattro femmine (Giuditta, Domitilla, Ester e Rachele). Solo Giuseppe, il primogenito, seguì le orme paterne diventando architetto.
Il fratellastro, Mihály Pollack, fu esponente di primo piano del Neoclassicismo in Ungheria.

## Opere
Di seguito un elenco parziale delle opere di Pollack:
- Villa Carcano in Anzano del Parco
- Palazzo Agosti Grumelli a Bergamo
- Teatro Sociale in Bergamo (1803)[3]
- Trasformazione dell'ex monastero di Sant'Agata a Bergamo in carcere
- Sistemazione dell'ingresso degli uffici di Prefettura e realizzazione dello scalone a chiocciola in stile neoclassico presso il palazzo Broletto[10] di Brescia (1803) Università di Pavia, aula Scarpa, 1785
- Palazzo Brambilla a Castellanza
- Villa Saporiti a Como[3]
- Castel Montecchio a Villongo
- Villa Alessandri a Villongo

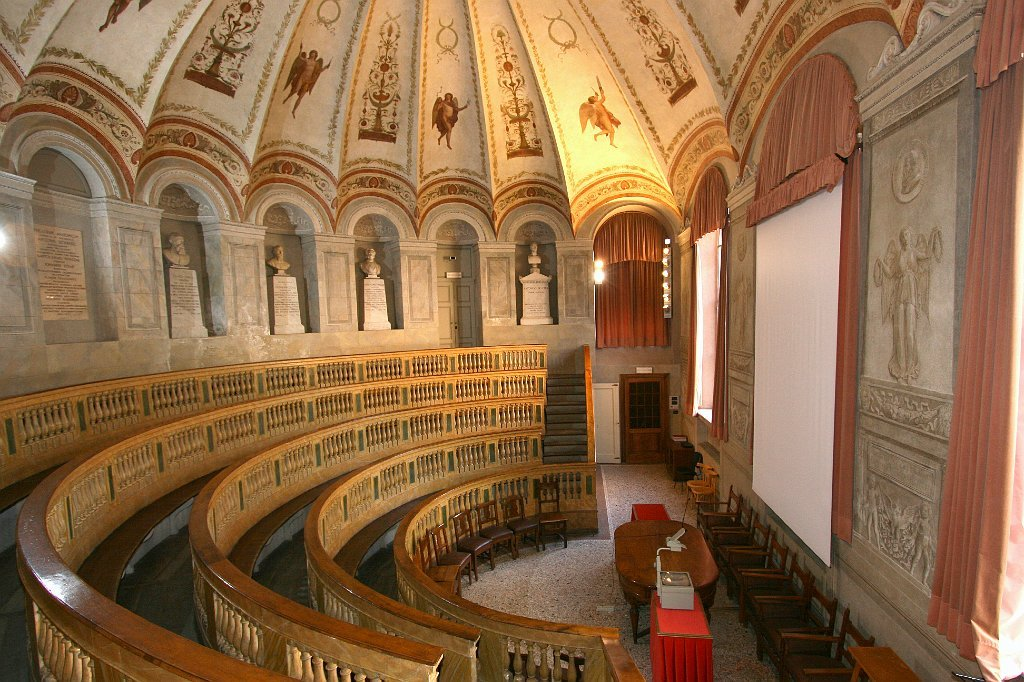
Università di Pavia, aula Scarpa, 1785

- Villa Annoni a Cuggiono (progetto completato da Giuseppe Zanoia)
- Villa Amalia a Erba
- Villa Badoni (sempre per i Belgiojoso) in Lecco (località Broletto)
- Villa Belgiojoso in Lecco (rione di Castello)
- Villa Antona Traversi in Brianza a Meda
- Villa Belgioioso Reale in Milano
- Villa Casati Stampa (Muggiò) in Brianza a Muggiò
- Villa Brivio a Nova Milanese
- Serre e scuderie, castello di Belgioioso
- Teatro Fisico dell'Università di Pavia (1785-1787)
- Nuovo Teatro Anatomico dell'Università di Pavia (1785)
- Palazzo centrale dell'Università di Pavia, nuovi corpi dell'edificio pre-esistente
- Trasformazione della vecchia chiesa di San Matteo, presso l'Ospedale San Matteo a Pavia, in infermeria (1787)
- Trasformazione dell'ex convento di San Felice a Pavia in orfanotrofio (1790-1792)
- Palazzo Medolago Grumelli Pedrocca a Bergamo (1796)[3]
- Villa Pesenti Agliardi a Sombreno 1798 (trasformazione della villa preesistente)
- Basilica di San Vittore di Varese (1788-1791)
- Chiesa di Santa Maria Assunta, a Costa de' Nobili
- Santuario dell'Addolorata (Rho) rifacimento della facciata[11]